# Gmina Kuźnica
Die Gmina Kuźnica ist eine Landgemeinde im Powiat Sokólski der Woiwodschaft Podlachien in Nordost-Polen, an der Grenze zu Belarus. Ihr Sitz ist das gleichnamige Dorf (litauisch Kužnica; belarussisch Кузніца) mit 1767 Einwohnern (2013). Zwischen Kuźnica und dem Dorf Brusgi im belarussischen Rajon Hrodna besteht ein Grenzübergang.

## Gliederung

### Kernort Kuźnica

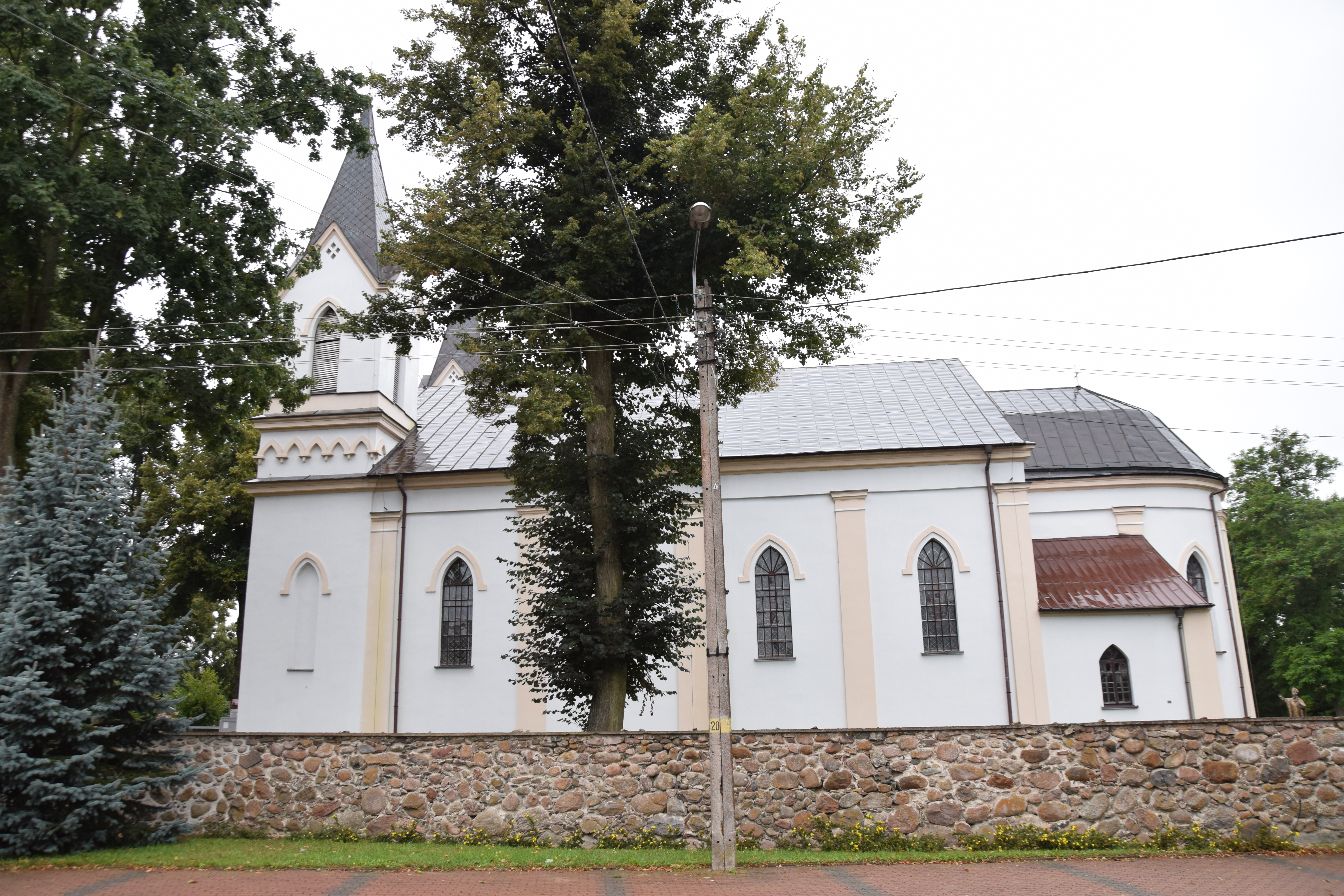
Kirche der göttlichen Vorsehung, ehem. Stadt Kuźnica, heutiger Bau 1860–1864

Der Kernort mit dem Sitz der Gemeinde wurde früher zur Unterscheidung von mehreren gleichnamigen Orten Kuźnica Białostocka genannt. Im 16. Jahrhundert begann man hier Eisenerz zu fördern, und 1536 wurde Kuźnica Stadt nach Magdeburger Recht. 1930 wurden ihm die Stadtrechte aberkannt.

### Übrige Sołectwa
Zur Landgemeinde Kuźnica gehören daneben folgende Dörfer mit einem Schulzenamt:
Achrymowce
Białobłockie
Bilminy
Chreptowce
Cimanie
Czepiele
Czuprynowo
Długosielce
Klimówka
Kowale
Kowale-Kolonia
Kruglany
Kuścińce
Kuźnica
Litwinki
Łosośna Wielka
Łowczyki
Mieleszkowce Pawłowickie
Mieleszkowce Zalesiańskie
Milenkowce
Nowodziel
Parczowce
Popławce
Saczkowce
Starowlany
Tołcze
Wojnowce
Wołkusze
Wołyńce
Wyzgi
Weitere Orte der Gemeinde sind:
Auls
Dubnica Kurpiowska
Gładowszczyzna
Kierkielewszczyzna
Kryski
Kuścin
Łosośna Mała
Palestyna
Pawłowicze
Sterpejki
Szalciny
Szymaki
Tołoczki Małe
Tołoczki Wielkie
Ułeczki
Zajzdra

## Geographie
Kuznica  (wegen zahlreicher Orte gleichen Namens in Polen auch Kuznica Sokolska oder Kuznica Bialostocka genannt, auf älteren deutschen Karten auch Kusnitza) liegt ca. 60 km nordöstlich von Bialystok und ca. 22 km südwestlich von Hrodna. Die beiden Orte verbindet die polnische Nationalstraße 19. Parallel dazu besteht seit Ende des 19. Jahrhunderts eine Eisenbahnverbindung  (im Zuge der Petersburg-Warschauer Eisenbahn), die nur 2 km von der Straßenverbindung die Grenze kreuzt. Die Eisenbahnverbindung war etliche Jahre für den Personenverkehr gesperrt, während ein Güterverkehr weiterhin stattfindet. Ab Herbst 2016 verkehrte ein Zug auf der Strecke Krakau-Warschau-Grodno (Hrodna), der durch die Umstände der COVID-19-Pandemie 2020 eingestellt wurde. Der Straßenübergang war in letzter Zeit durch Ausbauarbeiten zeitweise unterbrochen worden und wurde im November 2021 ganz geschlossen, als viele Migranten aus orientalischen Ländern über Belarus in die EU strebten, siehe Migrationskrise an der Grenze zwischen Belarus und der Europäischen Union.